# Lujanense
El Lujanense o SALMA Lujanense (del  inglés South American land mammal ages) es una edad mamífero de América del Sur, división establecida para definir una escala geológica de tiempo para la fauna de mamíferos sudamericanos. Su límite inferior se sitúa en los 0,126 Ma, mientras que su límite superior se ubica en los 0,0085 Ma.
Los depósitos sedimentarios expuestos a lo largo de las barrancas del río Luján, en la ciudad homónima de la provincia de Buenos Aires, centro-este de la Argentina, se consideran como su localidad tipo.
Se empleó el término «Lujanense», el cual ya poseía un carácter bio y litoestratigráfico; se le otorgó un rango temporal mayor, al asignarle los conjuntos mamalíferos que anteriormente eran otorgados al «Lujanense» y al «Bonaerense», porque «sus taxones no presentan diferencias que justificasen una escisión». Sin embargo, fue reducido su rango temporal inferior ya que el «Bonaerense» fue restablecido.
Los taxones que la definen son: Equus neogeus, y Macrauchenia patachonica, por lo que también es denominada biozona de Equus (Amerhippus) neogaeus y Macrauchenia patachonica. Los acompañan Scelidotherium leptocephalum, Megatherium americanum, Glossotherium, Lama guanicoe, etc.
Los sedimentos fluviolacustres del Lujanense que corresponden a la unidad estratigráfica continental de la formación Luján que se encuentra en los cauces y depresiones de la cuenca del río Salado bonaerense, fueron definidos como «Miembro Guerrero», al que posteriormente se le incorporó una unidad litoestratigráfica inferior, el «Miembro La Chumbiada».
Algunos investigadores colocan el límite Lujanense-Platense en torno a los 11 000 AP.
Corresponde al Pleistoceno tardío. La sección de referencia es zona del arroyo Napostá Grande (cerca de la chacra Santo Domingo). El estrato tipo es la sección central de la «Secuencia Agua Blanca», aflorante en el Puesto La Florida.
El ambiente que se sugiere es de zonas abiertas con pastizales y estepas.

## Sucesión de las edades mamífero de América del Sur
| Predecesor: Bonaerense | Lujanense Edades mamífero de América del Sur | Sucesor: Platense |